# Goniopecten
Goniopecten is een geslacht van kamsterren uit de familie Goniopectinidae.

## Soorten
- Goniopecten asiaticus Fisher, 1913
- Goniopecten demonstrans Perrier, 1881